# Спящий Амур (Караваджо)
«Спящий Амур» (итал. Amorino dormiente; также Спящий Купидон) — картина Караваджо, написанная им в 1608 году на Мальте, вероятно, для рыцаря, который дал обет безбрачия.
На картине изображён Амур — божество любви в древнегреческой мифологии. Это последняя работа Караваджо, посвящённая мифологической теме.

## Особенности
Чтобы правильно интерпретировать выбор темы, важно подчеркнуть влияние работ Микеланджело, с которым Караваджо соревновался на протяжении всего своего творческого пути (см. «Спящий Амур» Микеланджело).
Сравнение с картиной «Амур-победитель», написанной автором примерно шестью годами ранее и близкой по тематике, свидетельствует об «умиротворении страстей». Важно отметить, что «Спящий Амур» был написан в 1608 году, когда художник жил в изгнании на Мальте, куда ему пришлось бежать из Рима, где его обвиняли в убийстве.

## Оценка
Джон Варриано отмечает, что «Спящий Амур» — единственная мифологическая картина Караваджо, лишённая какого-либо нарциссического подтекста, поэтому физиологическое в ней превалирует над психологическим.

#### Медицинский анализ
Некоторые специалисты в области медицины говорят о болезненности маленького те́льца. Так, в медицинском журнале «The Lancet» от 1994 года ему ставится диагноз ювенильный идиопатический артрит. Оппонируя данному тезису, утверждают, что это рахит.